# آبشار سانکنباخ
آبشار سانکنباخ (به آلمانی: Sankenbach-Wasserfälle) یک آبشار در آلمان است که در باایرسبرون واقع شده‌است.